# كتابة هانونوؤو
هانونوؤو (بالهانونوؤو: ᜱᜨᜳᜨᜳᜢ) أبوگيدا وأحد أنظمة كتابة السُيَت [الإنجليزية] (أنظمة الكتابة الفلبينية الأصلية) يُستخدم لكتابة لغة الهانونوؤو المُتحدث بها في جنوب جزيرة ميندورو في الفلبين من قبل شعوب المانگيان [الإنجليزية] الأصلية. كان -ولا يزال- الخط مُستعملًا في الأغلب في الكتابة على سوق الخيزران بالسكين، ولذلك لا توجد الكثير من الآثار القديمة للخط بسبب فساد الوسائط التي تُكتب عليها بعد مدة من الزمن.

## المحارف
| مقطعيات الهانونوؤو          | مقطعيات الهانونوؤو | مقطعيات الهانونوؤو | مقطعيات الهانونوؤو | مقطعيات الهانونوؤو | مقطعيات الهانونوؤو | مقطعيات الهانونوؤو | مقطعيات الهانونوؤو | مقطعيات الهانونوؤو | مقطعيات الهانونوؤو | مقطعيات الهانونوؤو | مقطعيات الهانونوؤو | مقطعيات الهانونوؤو | مقطعيات الهانونوؤو | مقطعيات الهانونوؤو | مقطعيات الهانونوؤو |
| --------------------------- | ------------------ | ------------------ | ------------------ | ------------------ | ------------------ | ------------------ | ------------------ | ------------------ | ------------------ | ------------------ | ------------------ | ------------------ | ------------------ | ------------------ | ------------------ |
| نقحرة                       | k ك                | g گ                | ng ڠ (نگ)          | t ت                | d د                | n ن                | p پ                | b ب                | m م                | y ي                | r ر                | l ل                | w و                | s س                | h ه                |
| صامت + a                    | ᜣ                  | ᜤ                  | ᜥ                  | ᜦ                  | ᜧ                  | ᜨ                  | ᜩ                  | ᜪ                  | ᜫ                  | ᜬ                  | ᜭ                  | ᜮ                  | ᜯ                  | ᜰ                  | ᜱ                  |
| صامت + i                    | ᜣᜲ                  | ᜤᜲ                  | ᜥᜲ                  | ᜦᜲ                  | ᜧᜲ                  | ᜨᜲ                  | ᜩᜲ                  | ᜪᜲ                  | ᜫᜲ                  | ᜬᜲ                  | ᜭᜲ                  | ᜮᜲ                  | ᜯᜲ                  | ᜰᜲ                  | ᜱᜲ                  |
| صامت + u                    | ᜣᜳ                  | ᜤᜳ                  | ᜥᜳ                  | ᜦᜳ                  | ᜧᜳ                  | ᜨᜳ                  | ᜩᜳ                  | ᜪᜳ                  | ᜫᜳ                  | ᜬᜳ                  | ᜭᜳ                  | ᜮᜳ                  | ᜯᜳ                  | ᜰᜳ                  | ᜱᜳ                  |
| مع الپامودپود (قاتل المصوت) | ᜣ᜴                  | ᜤ᜴                  | ᜥ᜴                  | ᜦ᜴                  | ᜧ᜴                  | ᜨ᜴                  | ᜩ᜴                  | ᜪ᜴                  | ᜫ᜴                  | ᜬ᜴                  | ᜭ᜴                  | ᜮ᜴                  | ᜯ᜴                  | ᜰ᜴                  | ᜱ᜴                  |

## مثال

### 'أنت يا صديقي'
| الأصلية بالهانونوؤوية                                                                              | الهانونوؤوية مع الپامودپود                                                                             | نقحرة | بالإنجليزية (من قِبَل NCCA) | بالعربية (نقلًا عن الإنجليزية) | بالتگالوگ (مُترجمة من قبل Matthew Relucio) |
| -------------------------------------------------------------------------------------------------- | --- | --- | --- | --- | --- |
| ᜰᜲ ᜠᜩᜳ ᜪ ᜢ ᜩ ᜧ ᜨᜳ ᜣ ᜦᜲ ᜨ ᜤᜲ ᜧ ᜫ ᜫ ᜢ ᜮ ᜫ ᜧᜲ ᜣ ᜨ ᜫ ᜦ ᜣᜲ ᜫ ᜧᜲ ᜣ ᜯ ᜨᜳ ᜣ ᜦᜲ ᜨ ᜤᜲ ᜧᜳ ᜫ ᜤ ᜰᜲ ᜬᜳ ᜧᜲ ᜰ ᜠ ᜥ ᜤ ᜩ ᜦ ᜧ ᜬᜳ ᜧ ᜫ ᜶ | ᜰᜲ ᜠᜬ᜴ᜩᜳᜧ᜴ ᜪᜬ᜴ ᜢ ᜥ ᜧᜨ᜴ ᜨᜳ ᜣᜥ᜴ ᜦᜲ ᜨ ᜤᜲᜨ᜴ᜧᜳ ᜫᜨ᜴ ᜫᜬ᜴ ᜦ ᜣᜲᜩ᜴ ᜫ ᜧᜲ ᜣᜬ᜴ ᜯᜨ᜴ ᜫᜳ ᜣᜥ᜴ ᜦᜲ ᜨ ᜤᜲᜨ᜴ ᜧᜳ ᜫᜨ᜴ ᜤ ᜰᜲ ᜬᜳᜨ᜴ ᜧᜲ ᜰ ᜠᜧ᜴ ᜥᜨ᜴ ᜤ ᜩᜤ᜴ ᜦᜥ᜴ᜧ ᜬᜳᜨ᜴ ᜧᜲ ᜫᜨ᜴᜶ | Si ay-pod bay u- pa- dan No kang ti- na gin-du- man May u- lang ma- di kag-nan May ta- kip ma di kay-wan Mo kang ti- na gin-du- man Ga si- yon di sa ad- ngan Ga pag- tang-da- yon di-man. | You my friend, dearest of all, thinking of you makes me sad; rivers deep are in between forests vast keep us apart But thinking of you with love; as if you are here nearby standing, sitting at my side. | أنت يا صديقي، الأعز بين الجميع، التفكير بك يجعلني شجيًّا؛ أنهارٌ عميقةٌ بيننا غابات شاسعةٌ تبقينا بعيدين ولكني أفكر فيك بحبّ؛ كأنك هنا على مقربة واقفًا، جالسًا على جانبي. | Kaibigan kong mahal, lungkot ang isipin ka; hiniwalay ng ilog, gubat ay mapagbukod Ngunit ang ibigin ka; na parang nandito ka, katabi't kayakap ko. |

## يونيكود
مدى اليونيكود لمحارف الهانونوؤو هو ما بين U+1720–U+173F:
| Hanunoo[1][2] Official Unicode Consortium code chart (PDF)                         |   |   |   |   |   |   |   |   |   |   |   |   |   |   |   |   |
|                                                                                    | 0 | 1 | 2 | 3 | 4 | 5 | 6 | 7 | 8 | 9 | A | B | C | D | E | F |
| U+172x                                                                             | ᜠ | ᜡ | ᜢ | ᜣ | ᜤ | ᜥ | ᜦ | ᜧ | ᜨ | ᜩ | ᜪ | ᜫ | ᜬ | ᜭ | ᜮ | ᜯ |
| U+173x                                                                             | ᜰ | ᜱ | ᜲ  | ᜳ  | ᜴  | ᜵ | ᜶ |   |   |   |   |   |   |   |   |   |
| Notes 1.^منذ نسخة يونيكود 14.0 2.^المناطق الرمادية تمثل النقاط التي لم يتم إسنادها |   |   |   |   |   |   |   |   |   |   |   |   |   |   |   |   |